# Верховенство права (монографія)
Верховенство права — монографія у трьох книгах (К., 2006 р.), автором якої є Сергій Головатий, дотепер є першим і єдиним системним дослідженням верховенства права як доктрини конституційної теорії та принципу юридичної практики.

## Книга І: Верховенство права: від ідеї— до доктрини
У книзі першій («Верховенство права: від ідеї — до доктрини») досліджуються концептуальні витоки ідеї верховенства права, присутні в теоретичній спадщині античних мислителів (Платона, Аристотеля, Цицерона) та в середньовічній пам'ятці англійського права — Magna Carta (1215).
Досліджується наукове вчення Томаса Гобса, яке лягло в основу теорії політичного абсолютизму і доктрини юридичного позитивізму, та протилежні йому вчення мислителів епохи Просвітництва (Джона Лока, Жана-Жака Руссо, Шарля-Луї Монтеск'є), що разом із проаналізованим доробком окремих представників наукової школи природного права (Гуґо Ґроція, Томаса Пейна, Дені Дідро, Самуеля Пуфендорфа) склали основу теорії політичного лібералізму та класичної доктрини верховенства права.
Аналізуються політико-юридичні документи Американської та Французької революцій 18-го століття, що своїм наслідком мали втілення ідей, покладених в основу доктрини природного права, природних прав людини та суспільного договору,- американську Декларацію незалежності 1776 р., Конституцію США 1789 р., американський Білль права 1791 р., французьку Декларацію прав людини і громадянина 1789 р.
Докладно подано сутність і зміст доктрини верховенства права, яку наприкінці 19-го століття сформулював основоположник її класичної концепції професор школи права Оксфордського університету Алберт Дайсі, яка за сучасних умов має можливість бути науковою основою нормативного ідеалу, що до нього мала б прагнути новочасна українська система права.

## Книга ІІ: Верховенство права: від доктрини— до принципу
У книзі другій досліджується розвиток доктрини верховенства права упродовж ХХ століття в конституційній теорії країн англосаксонської системи права - Великої Британії, Канади, Сполучених Штатів Америки.
Здійснено порівняльний аналіз доктрини верховенства права та її відносних еквівалентів, що виникли і сформувалися в європейських країнах континентальних систем права, - німецької доктрини Rachtsstaat, французької доктрини Etat de Droit, італійської доктрини Stato di diritto, а також відповідних концепцій, що притаманні правним системам країн Північної Європи. 
Досліджено внесок Організації Об'єднаних Націй у розвиток концепції природних прав людини та в наповнення поняття «верховенство права» конкретним юридичним змістом завдяки визначенню засадничих принципів, що лежать в  основі верховенства права як явища. Проаналізовано діяльність Міжнародної комісії юристів (ООН), спрямовану на універсалізацію поняття «верховенство права» з метою забезпечення його придатності для різних систем права.
Міститься аналіз діяльності політичних інститутів Ради Європи (Парламентської Асамблеї та Комітету міністрів), спрямованої на впровадження принципу верховенства права як одного із складників тріади принципів спільної спадщини європейських народів у контексті європейського публічного порядку – плюралістичної демократії, верховенства права та прав людини. На основі докладного аналізу практики Європейського Суду з прав людини у тлумаченні Конвенції про захист прав людини та основоположних свобод 1950 р. у частині розкриття сутності юридичного принципу верховенства права зроблено висновок про те, що він — як універсальний та інтегральний принцип – є властивим усім статтям Конвенції.
Здійснено аналіз верховенства права як основоположного європейського ідеалу, який став наріжним каменем побудови нової Європи, що здійснюється на основі установчих договорів Європейського Союзу, Хартії основоположних прав Європейського Союзу та Конституції для Європи. Розглядаються проблемні питання відносин між Україною та Європейським Союзом з огляду на офіційно проголошений «європейський вибір України».

## Книга ІІІ: Верховенство права: український досвід
У книзі третій аналізується перебіг процесу зародження і розвитку українського конституціоналізму та започаткування і розвиток новітнього конституційного процесу, в рамках яких мали місце спроби матеріалізувати принцип верховенства права в Декларації про державний суверенітет України від 16 липня 1990 р., в Конституційному Договорі від 8 червня 1995 р. і в  Конституції України від 28 червня 1996 р.
Досліджуються чинники, що стоять на заваді впровадженню верховенства права в українську політичну та юридичну культуру: спадщина російської культурної традиції, ленінський інструменталізм, радянське позитивістське правознавство, догматизм вітчизняної науки, зумовлений великою прихильністю до юридичного позитивізму.
На основі положень Конституції України 1996 р.,здійсненого з урахуванням класичної доктрини верховенства права, доробку Міжнародної комісії юристів та практики Європейського Суду з прав людини, викладається зміст принципу верховенства права як основоположного принципу новітнього українського права. Робиться висновок про те, що верховенство права немислиме і неможливе без визнання за правами людини та основоположними свободами їхнього природного походження  та без визнання за державою договірної природи її походження. Розкривається зміст принципу верховенства права в системі української конституції крізь призму класичної доктрини. Подаєтеся аналіз співвідношення поняття "правова держава" (стаття 1 Конституції України) та поняття "принцип верховенства права" (стаття 8).
Наголошується на нагальній потребі змінити  вітчизняну парадигму права шляхом відмови від погляду на право виключно через доктрину юридичного позитивізму та заміни його антитезою - доктриною природного права, логічним вислідом якої виступає доктрина верховенства права. Запропоновано  верховенства права як своєрідне й цілісно-інтегральне явище правовладдя сприймати як той нормативний ідеал, до якого на основі стандарту справедливості має прагнути і українська юридична система, включно з позитивним правом, витвореним державою.
У кінці книжки міститься англійсько-український глосарій правничих термінів, вибраних із англомовних джерел при її написанні.
Подається резюме праці англійською мовою.
На монографію С.Головатого "Верховенство права" є посилання в Доповіді Венеційської Комісії "Верховенство права" (CDL-AD(2011)003 rev): виноски 9 і 28.